# Botho Henning Elster

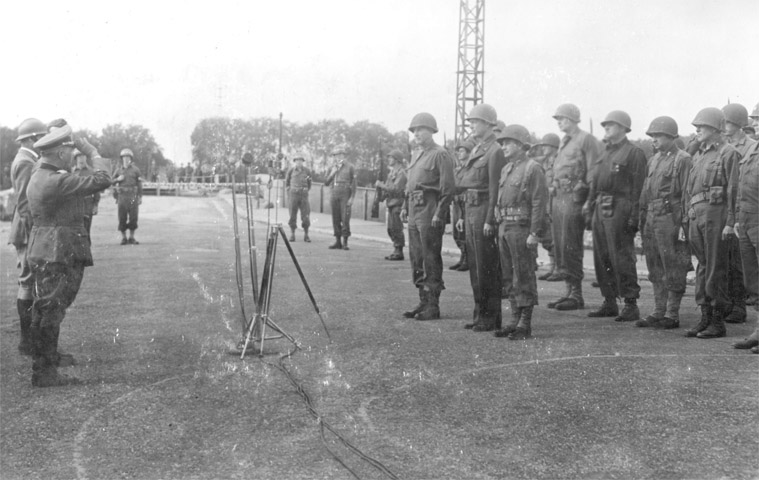
Botho Henning Elster (links, salutierend) kapituliert formell mit den Resten seiner Kampfgruppe 1944 vor US General Robert C. Macon

Botho Henning Elster (* 17. Mai 1894 in Steglitz; † 24. Juni 1952 in Böblingen) war ein deutscher Generalmajor im Zweiten Weltkrieg. Er befahl 1944 die größte Kapitulation an der Westfront und rettete somit viele Leben.

## Jugend und Kriegsdienst im Ersten Weltkrieg
Botho Elster war der Sohn des ehemaligen herzoglich braunschweigischen Offiziers und späteren Journalisten und Schriftstellers Otto Elster (1852–1922) und dessen Frau Louise (1861–1954). Er wuchs zunächst in Berlin und Nachod in Böhmen auf, wo sein Vater vorübergehend als Archivar im Dienste des Fürsten zu Schaumburg-Lippe tätig war, und besuchte später die Gymnasien in Glatz und Lüneburg.
Da seine Eltern ihm kein Studium finanzieren konnten, trat Elster unmittelbar nach dem Abitur im Februar 1913 als Fahnenjunker in das Infanterie-Regiment „von Voigts-Rhetz“ (3. Hannoversches) Nr. 79 in Hannover ein. Im August 1913 erfolgte seine Kommandierung an die Kriegsschule nach Glogau, wo er am 13. Oktober 1913 zum Fähnrich befördert wurde. Er kehrte im Mai 1914 zu seinem Regiment zurück und wurde im Juni zum Leutnant befördert.
Mit dem Reserve-Infanterie-Regiment 77 nahm er nach dem Beginn des Ersten Weltkrieges an den Kämpfen an der Westfront zunächst als Offizier einer MG-Kompanie, dann als Führer einer Infanteriekompanie teil. Am 12. September 1914 wurde er bei einem Gefecht bei Changigny nahe Reims durch einen Granatsplitter am Unterschenkel verwundet. Nach Lazarettaufenthalt und Genesung wurde er zunächst am 23. November 1914 in das Reserve-Infanterie-Regiment Nr. 259 versetzt. Er nahm ab 4. Februar 1915 zunächst an der Winterschlacht in Masuren teil und verblieb bis Anfang April 1917 an der Ostfront. Im Mai 1915 hatte man ihn zum Regimentsadjutanten ernannt.
Im April 1917 wechselte Elster wieder an die Westfront, nahm an der Schlacht an der Aisne teil und wurde am 12. Oktober 1917 bei den Abwehrkämpfen um Verdun durch einen Granatsplitter am Kopf schwer verwundet. Am 18. Oktober 1917 wurde Elster zum Oberleutnant befördert. Wegen seiner Verletzungen war Elster nicht mehr frontdiensttauglich; er wurde aber zur Generalstabsausbildung abkommandiert. Er wurde im Juli 1918 zunächst Adjutant der 78. Reserve-Infanterie-Brigade und am 16. August 1918 wurde er als Brigade-Adjutant zur 213. Infanterie-Division kommandiert. Nach dem Waffenstillstand und der Demobilisierung trat Elster Anfang 1919 zu seinem Friedenstruppenteil, dem Infanterie-Regiment Nr. 79. Er bemühte sich um die Aufnahme in die preußische Polizei und wurde zum 30. Juni 1920 auf eigenen Wunsch mit dem Charakter eines Hauptmanns aus dem aktiven Militärdienst verabschiedet.

## Im Polizeidienst
Botho Elster war von 1920 bis 1924 Polizeihauptmann bei der Schutzpolizei in Hannover. Er wurde 1924 nach Altona, 1925 nach Hildesheim und 1926 nach Wesermünde versetzt, wo er bis 1932 als Führer einer Polizeibereitschaft tätig war. Zwischenzeitliche Bewerbungen um eine Versetzung nach Berlin und eine Abordnung als Ausbilder zur chilenischen Polizei blieben erfolglos. Nach einem Lehrgang an der Höheren Polizeischule in Eiche wurde Elster im März 1932 zum Polizeimajor befördert und als Sachverständiger für das Polizeiwesen zum Völkerbund nach Genf geschickt.
Elster kehrte nach der Machtübernahme der Nationalsozialisten 1933 zurück. Er war zunächst bei der Technischen Polizeischule Berlin und wurde dann als Leiter der Abteilung „Fremde (d. h. nichtpreußische) Polizeien“ in das Reichsministerium des Innern abgeordnet. Im März 1935 heiratete Botho die 13 Jahre jüngere Richterstochter Gisela Riehl, die er auf einem Faschingsball kennengelernt hatte. Wenige Monate später übernahm die Wehrmacht im Rahmen ihrer Aufrüstung für den Zweiten Weltkrieg die Landespolizei und Elster wurde dadurch erneut Heeresoffizier.

## Dienst in der Wehrmacht
Im Herbst 1935 wurde Botho Elster zum Kommandeur der Panzerabwehrabteilung 3 in Frankfurt an der Oder ernannt, ein Jahr später erfolgte seine Beförderung zum Oberstleutnant. 1938 nahm er mit seiner Abteilung an der Besetzung des Sudetenlandes teil, ehe er im Zuge der alljährlichen Heeresvermehrung zum Kommandeur des Panzer-Regiments 8 ernannt und in die Panzerkaserne Böblingen versetzt wurde, wo auch sein Sohn Welf-Botho geboren wurde. Kurz vor Kriegsbeginn wurde Elster im August 1939 noch zum Oberst befördert.

## Zweiter Weltkrieg
Mit dem Panzer-Regiment 8 der 10. Panzer-Division nahm Elster im September 1939 als Reserve der Heeresgruppe Nord am Überfall auf Polen teil. Der Kommandierende General des XIX. Armeekorps Heinz Guderian sprach ihm für seinen Beitrag zur Einnahme der Festung Brest-Litowsk seine Anerkennung aus.
Auch während des Westfeldzuges im Frühjahr 1940 befehligte er sein Regiment. Als sich im Frühjahr 1941 abzeichnete, dass das Panzer-Regiment 8 als Teil des neu zu bildenden Afrikakorps nach Libyen verlegt werden sollte, bat Elster unter Verweis auf ein durch seine Verwundung im Ersten Weltkrieg hervorgerufenes Zahnleiden um seine Ablösung und ließ sich für tropendienstuntauglich erklären. Er erhielt nun das Kommando über die aus französischen Beutepanzern gebildete Panzer-Brigade 101, später über die Panzer-Brigade 100. Im März 1943 zum Generalmajor befördert, wechselte er in eine Stabsverwendung und diente für ein knappes Jahr als Feldkommandant in Marseille, wo er im Herbst an der Entwaffnung der abgefallenen italienischen Truppen (Fall Achse) beteiligt war. Von hier aus wurde Elster im April 1944 ebenfalls als Feldkommandant nach Mont-de-Marsan in Aquitanien, unweit der spanischen Grenze in den Pyrenäen, versetzt.

## Die Kapitulation von Beaugency
Die Landung der alliierten Truppen in der Normandie am D-Day, dem 6. Juni 1944, änderte die Situation an der Westfront grundlegend. Aber erst nach dem Durchbruch der amerikanischen Truppen bei Avranches und der Landung der Alliierten in Südfrankreich am 15. August 1944 erlaubte Hitler den deutschen Besatzungstruppen an der Atlantikküste den Rückzug.
Ende August 1944 mussten die deutschen Truppen, größtenteils zu Fuß, den Rückzug von den Pyrenäen durch das ganze bisher besetzte Frankreich antreten. Elster, der bereits beim Abmarsch die sinnlose Zerstörung von Gebäuden und Kraftwerken verweigert hatte, bildete dabei mit etwa 25.000 Mann die Nachhut. Sein kaum noch kampffähiger Verband wurde oft von US-amerikanischen Jagdbombern und von Kämpfern der französischen Résistance angegriffen.
Nach zwei Wochen qualvollen Marschierens riss in Mittelfrankreich der Kontakt zu den anderen deutschen Truppen ab; außerdem musste befürchtet werden, dass eine Überquerung der Loire vor dem Eintreffen von US-Truppen nicht mehr möglich sein würde. Um weiteres Blutvergießen zu verhindern, entschloss Elster sich daher zur Kapitulation seiner Truppen, die sich zu dieser Zeit im Gebiet zwischen Issoudun und Châteauroux befanden. Vermittelt durch Résistance-Mitglieder nahm Elster Kontakt zu den Amerikanern auf und handelte die Bedingungen aus. Da Elster der Résistance sehr misstraute, wurde ihm gestattet, die Bewaffnung bis zur endgültigen Übergabe zu behalten.
Nach einem letzten mehrtägigen Marsch nach Norden ergab sich Elster am 16. September 1944 mit 18.850 Soldaten und 754 Offizieren auf der Loirebrücke von Beaugency formell dem US-General Robert C. Macon von der 83rd Infantry Division. Dafür wurde er am 7. März 1945, kurz vor dem Kriegsende, vom 1. Senat des Reichskriegsgerichts unter Leitung von Generalrichter Erich Lattmann in Torgau wegen „gefährlicher und falsch verstandener Menschlichkeit“ in Abwesenheit zum Tode verurteilt. Elster war einer von wenigen ranghohen deutschen Offizieren, die im Entnazifizierungsverfahren als unbelastet eingestuft wurden.
Erst am 28. Mai 1998 beschloss der Bundestag das Gesetz zur Aufhebung nationalsozialistischer Unrechtsurteile in der Strafrechtspflege.
Mit diesem Gesetz wurden Millionen Urteile aufgehoben, die „zur Durchsetzung oder Aufrechterhaltung des nationalsozialistischen Unrechtssystems aus politischen, militärischen, rassischen, religiösen oder weltanschaulichen Gründen ergangen“ sind, darunter auch das gegen Elster.

## Gefangenschaft und letzte Lebensjahre
Nach einem kurzen Zwischenaufenthalt in England kam Botho Elster im Oktober 1944 in das Kriegsgefangenenlager Camp Clinton in  Clinton (Mississippi). Dort war er wegen seiner Kapitulation zunächst Anfeindungen von Seiten nationalsozialistisch gesinnter Offiziere ausgesetzt, wurde aber nach wenigen Wochen von einem eigens eingesetzten „Ehrenrat“ unter Vorsitz des Generals der Infanterie Erwin Vierow von jeglichem unehrenhaften Fehlverhalten freigesprochen. Im April 1945 wurde Elster in das Lager Dermott (Arkansas) verlegt. Von dort kehrte er im März 1946 nach Europa zurück, wurde jedoch erst im Februar 1947 nach weiteren Aufenthalten in Belgien und in Munster endgültig aus der Kriegsgefangenschaft entlassen.
Seine letzten Lebensjahre verbrachte Elster wieder in seiner ehemaligen Kommandeursvilla in Böblingen, von wo aus er sich um seine Rehabilitation im Entnazifizierungsverfahren bemühte und durch das Übersetzen von Klassikern der Weltliteratur seinen Lebensunterhalt bestritt. Eine ihm angebotene Mitarbeit am Aufbau des neugebildeten Bundesgrenzschutzes lehnte er ab. Elster starb 1952 im Alter von 58 Jahren in Böblingen an einem Herzinfarkt.

## Auszeichnungen
- Eisernes Kreuz (1914) II. Klasse am 9. September 1914
- Eisernes Kreuz (1914) I. Klasse am 9. April 1916
- Hanseatenkreuz Hamburg am 20. Juli 1917
- Braunschweiger Kriegsverdienstkreuz I. Klasse am 3. Juli 1918
- Ritterkreuz des Königlichen Hausordens von Hohenzollern mit Schwertern am 16. August 1918

## Film
Der Hessische Rundfunk und Arte produzierten im Jahre 2003 eine Fernsehdokumentation:
- Barbara Dickenberger, Mike Conant (Deutschland 2003): Ein deutscher Held – Die Kapitulation des Botho Henning Elster. Sie wurde u. a. am 21. Januar 2004 ausgestrahlt.